# Jelling
Der Ort Jelling [ˈjɛleŋ] oder Jellinge [ˈjɛleŋə] liegt mitten in Jütland, nordwestlich von Vejle.
Das königliche Jelling gehört zu den bedeutenden archäologischen Fundplätzen Dänemarks. Zwischen den größten künstlich aufgeschütteten Hügeln Dänemarks liegt hier eine Steinkirche aus der Zeit um 1100 n. Chr., die über älteren Holzkirchen errichtet wurde. Davor stehen der Thyrastein und der Haraldstein. Das Ensemble von Kirche, Grabhügeln und Runensteinen wurde 1994 von der UNESCO zum Weltkulturerbe erklärt. Der Platz hatte bereits seit der Bronzezeit kultische Bedeutung. Nach der Residenz Jelling wird die Dynastie der Könige des 10. Jahrhunderts Haus Jelling genannt.

## Geschichte

### Bronzezeit
In der Bronzezeit wurde in Jelling ein Grabhügel angelegt. In diesem, dem heutigen Nordhügel, wurde in der Mitte des 10. Jahrhunderts ein wikingerzeitliches Grab eingelassen und der Hügel im Zuge dessen um mehrere Meter erhöht.

### Gorm der Alte
Der heidnische Wikingerführer Gorm der Alte gilt (vielleicht zu Unrecht) als erster dänischer König und Reichseiniger Dänemarks. Ältere, mythologisch überlieferte Könige waren wohl regionale Herrscher. Die im späten 12. Jahrhundert niedergeschriebenen Berichte von Svend Aggesen und Saxo Grammaticus über Gorm tragen ebenfalls legendäre Züge.
Die wenigen zeitgenössischen Quellen über Gorm sind mehrere Runensteine, von denen die Jellingsteine die wichtigsten sind. Den älteren, den sogenannten Thyrastein oder kleinen Jellingstein, setzte Gorm für seine Frau Thyra Danebod. Er befand sich nach einer von Heinrich Rantzau 1591 veröffentlichten Darstellung auf dem Nordhügel. Auf diesem Stein wird Gorm König genannt. Zudem findet sich dort erstmals das Wort DanmarkaR, Dänemark. Mit dem Nordhügel als Zentrum wurde wohl um 940 eine riesige Schiffssetzung angelegt. Die Schiffssetzung von Jelling ist mit einer Länge von 356 m und einer Breite von rund 80 m die größte je gefundene Schiffssetzung.

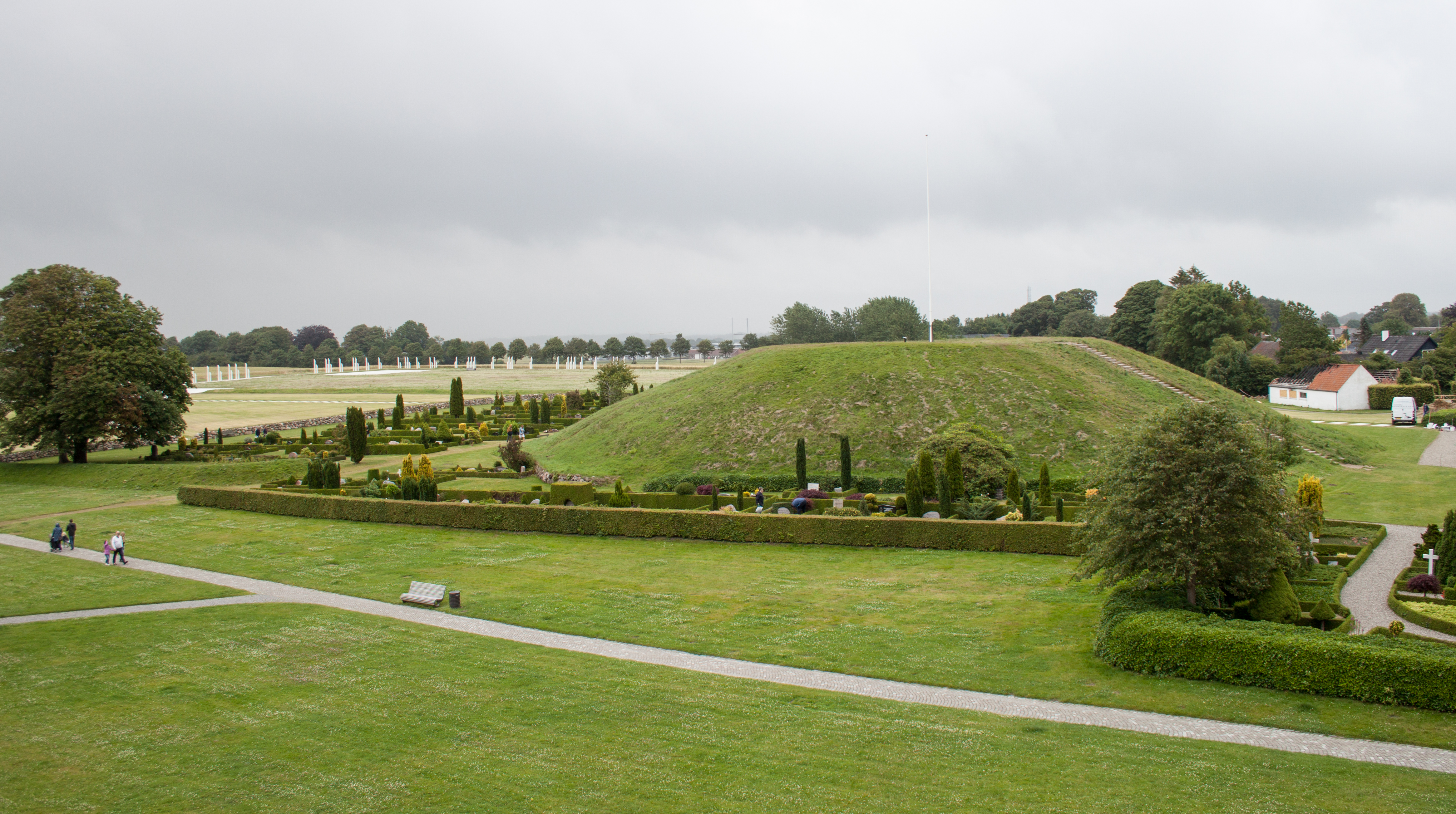
Blick von Westen auf den Nordhügel, links dahinter ist die Palisade mit aufrechtstehenden weißen Pfeilern markiert, während weiße Platten im Boden die Lage der Schiffssetzung sichtbar machen.

Bei ersten Ausgrabungen 1820 wurde im Nordhügel eine unterteilte Holzkammer gefunden, die als Doppelgrab angesehen wird. Sie war aber weitgehend leer. Man fand nur einen kleinen, kunstvoll gearbeiteten Silberbecher, der als Leitfund des Jelling-Stils gilt, und Überreste einer mit Stoff ausgeschlagenen, bemalten Holzkiste. Dendrochronologische Untersuchungen datierten die Eichenstämme, aus denen die Grabkammer errichtet wurde, auf 958/59, was mit dem in den Quellen angegebenen Sterbejahr von Gorm übereinstimmt. Das Grab wurde nur wenige Jahre später von oben ausgegraben und ausgeräumt, wie ein auf das Jahr 965 datiertes Holzstück, das zum Abheben der Decksteins verwendet wurde, belegt. Die Knochen wurden ausgekocht und zusammen mit einem kostbaren Kleidungsstück und einem silbernen Riemenabschluss, der wohl demselben Künstler zugeschrieben werden kann wie der Becher, in einer südlich neben dem Hügel neuerbauten Holzkirche beigesetzt. Der Bestattete war zwischen 35 und 50 Jahren alt, etwa 175 cm groß und muskulös gewesen. Es wird allgemein angenommen, dass es sich dabei um Gorm handelte, den sein zum Christentum konvertierter Sohn aus dem Grabhügel in die Mitte seiner neuen Kirche umbetten ließ. Für diese Annahme spricht auch die Aufschrift des großen Jellingsteins, den Harald Blauzahn für seine Eltern Gorm und Thyra ausstellte. Die Überreste wurden 2000 wieder in der Kirche am Fundort beigesetzt. Der Ort in der Nähe des Chorbogens ist durch eine silberne Markierung gekennzeichnet.
Die Frage nach Thyras Grab ist nicht geklärt. Möglicherweise waren die Überreste der vermutlich vor ihrem Mann Verstorbenen zu verfallen, um umgebettet zu werden. Vielleicht verbot sich auch die Umbettung in eine christliche Kirche, da die Verstorbene das Christentum abgelehnt hatte. So jedenfalls lässt es der Thorshammer auf dem Runenstein von Læborg vermuten, den der Runenmeister Rafnunga-Tofi zur Erinnerung an Þorwi, drotning sina, Thorwi/Thyra, seine Herrin oder Königin, errichten ließ. Mutmaßlich derselbe Rafnunga-Tofi hielt auf zwei weiteren Runensteinen fest, dass er einen Hügel für Thyra errichtet hatte.

### Harald Blauzahn
Der Sohn und Nachfolger Gorms, Harald Blauzahn, ließ sich im Jahre 960 taufen, kurz nachdem er König geworden war. Danach gab er wohl den größeren der beiden Jellinger Runensteine in Auftrag, der Haraldstein oder Taufstein Dänemarks genannt wird. Dieser Stein trägt auf drei Seiten die Inschrift (A:) König Harald befahl, diesen Stein zu errichten zum Gedenken an Gorm, seinen Vater, und an Thyra, seine Mutter. Der Harald, der sich ganz Dänemark (B:) und Norwegen unterwarf (C:) und die Dänen zu Christen machte. Der Stein zeigt die älteste Christusdarstellung von Dänemark. Die kreuzförmig ausgestreckten Arme verweisen zwar auf die Kreuzigung, doch ist Christus nicht an ein Kreuz geschlagen, sondern von Ranken umgeben, die möglicherweise einen Lebensbaum darstellen sollen. Zudem ist er mit einem knielangen Gewand bekleidet. Eine zeitgenössische Parallele zu der Darstellung eines bekleideten Gekreuzigten liegt in der romanischen Christusfigur vor, die in Hermannsburg gefunden wurde. Christus erscheint damit nicht als Leidender und Opfer, sondern als mächtiger Herrscher.

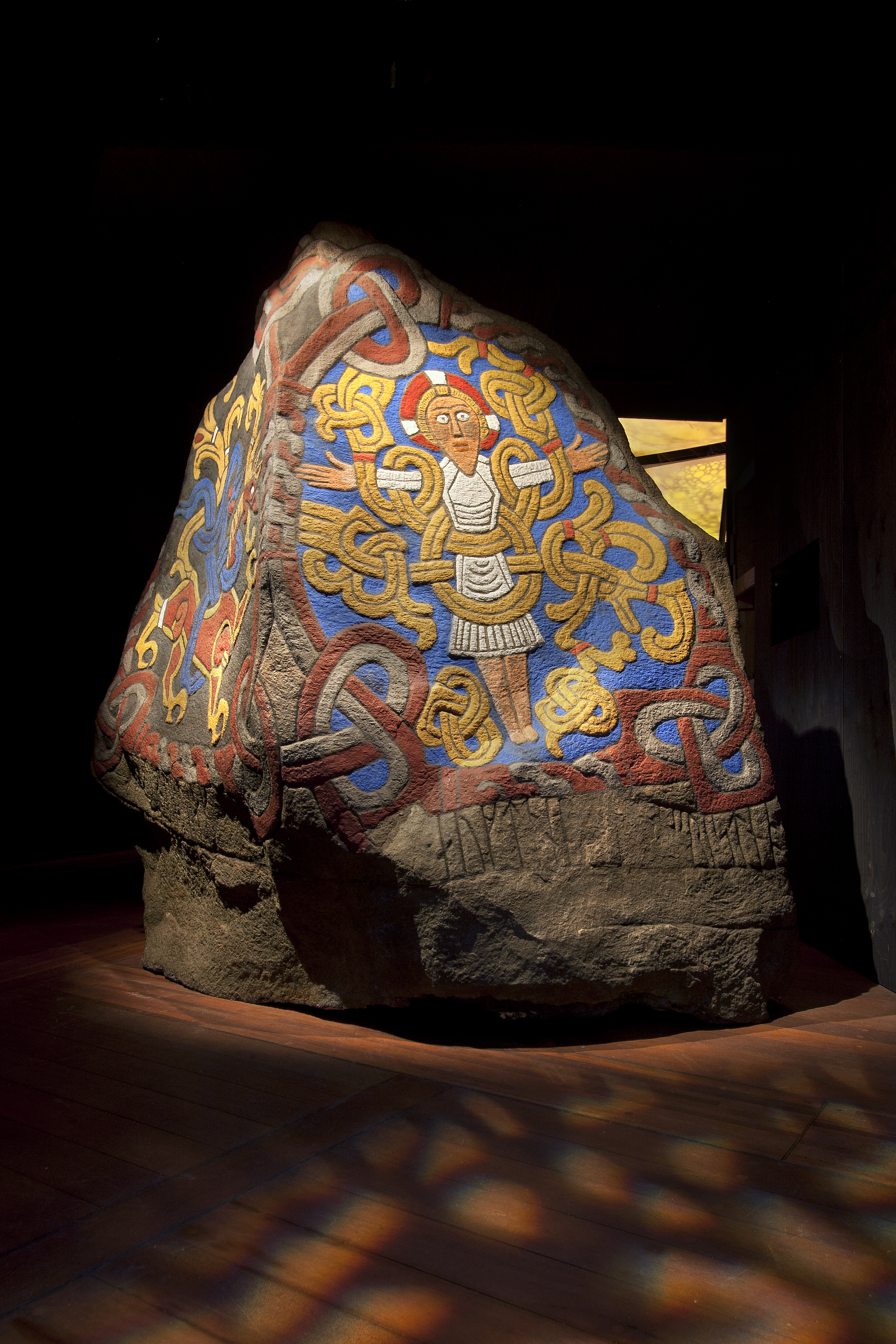
Rekonstruierte farbige Absicht der Christusdarstellung auf dem großen Jellingstein

In Jelling befand sich wohl Haralds Hauptresidenz, die er nach dendrochronologischen Befunden ab 964 ausbaute. Zu seinen Bauten gehörte eine 1440 m lange Palisade, die eine 12,5 ha große, trapezförmige, innen weitgehend unbebaute Burganlage umschloss. In ihrem Zentrum lag der Nordhügel, die östliche und westliche Seite sind vermutlich parallel zu der Schiffssetzung angelegt. Südlich des Hügels ließ er – möglicherweise an die Stelle einer älteren Königshalle – eine Holzkirche errichten, in die er um 965 seinen Vater umbettete. Etwa gleichzeitig begann die Aufschichtung des Südhügels aus Grassoden und Torf, dessen Mittelpunkt auf der Hauptachse der Schiffssetzung liegt, diese aber teilweise überbaute. Dieser Hügel ist mit 10 m Höhe und 70 m Durchmesser der größte künstlich aufgeschüttete Hügel im Dänemark der Wikingerzeit, dessen Bau wohl Jahre dauerte. Er diente nie als Grabhügel. Seine Bedeutung zeigt sich aber darin, dass der große Jellingstein vor der Kirche genau in der Mitte zwischen den Hügeln auf der Hauptachse der Schiffssetzung aufgerichtet wurde. Nach Ansicht des dänischen Archäologen Klaus Ebbesen handelte es sich bei dem Südhügel um ein Denkmal für Haralds Mutter Thyra, die demnach anderswo verstorben sei und nicht in Jelling beigesetzt wurde. Möglicherweise diente der Südhügel auch als repräsentativer Thingplatz. Auf jeden Fall kann die Hofanlage von Jelling in ihrer zweiten Bauphase parallel zu den ottonischen Königspfalzen als Repräsentationsort gelten, mit dem Harald sich als rechtmäßiger König von Dänemark und Norwegen und christlicher Herrscher von Gottes Gnaden darstellte, mithin gleichrangig mit Otto dem Großen, dessen Reich Dänemark von Süden bedrohte. Dazu passt die zeitgleiche Verstärkung des Danewerks.

### Sven Gabelbart
Der vermutlich 965 und damit als Sohn christlicher Eltern geborene Sven Gabelbart war der dritte Sohn Harald Blauzahns und Anführer einer heidnischen Gegenreaktion. Im Machtkampf zwischen Vater und Sohn unterlag König Harald. Während einer Seeschlacht, die wohl bei Bornholm stattfand, wurde Harald Blauzahn verwundet und konnte an Pommerns Küste fliehen. Dort verstarb er nach Adam von Bremens 1074 verfasster Chronik entweder am 1. November 985 oder 986 in der Jomsburg. Der königliche Leichnam wurde nach Dänemark überführt und dort bestattet.
Sven Gabelbart folgte seinem Vater als dänischer König. Er war möglicherweise der Bauherr mehrerer Wikingerburgen im Land – wenn diese nicht bereits, wie Datierungen mittels Radiokarbonmethode und Dendrochronologie zumindest für Fyrkat, Trelleborg bei Slagelse und Trelleborg in Schonen nahelegen, von Harald in Auftrag gegeben wurde. Jelling brannte nur etwa 30 Jahre nach seiner Erbauung nieder. Damit endet die Bedeutung des Ortes Jelling, da der Hof nach Roskilde verlegt wurde, wo auch Harald und Sven begraben sind.

### Spätere Zeit
Obwohl Jelling politisch an Bedeutung verlor, blieb es als Siedlung bestehen, für die vor 1100 die Holzkirche durch eine der ältesten dänischen Steinkirchen ersetzt wurde.
Nach der Erhebung zum Weltkulturerbe 1994 wurde westlich der Monumente ein Museum eröffnet, das seit 2015 als Geschichts- und Erlebniszentrum Kongernes Jelling eine Außenstelle des dänischen Nationalmuseums ist.
Zudem ist Jelling durch das Jelling-Musikfestival bekannt, das drittgrößte Festival in Dänemark, das seit 1989 jährlich stattfindet.

## Forschungsgeschichte
Die Chronisten des 12. Jahrhunderts schrieben die beiden Grabhügel in Jelling Gorm (Südhügel) und seiner Frau (Nordhügel) zu. Die Hügel wurden demnach über Jahrhunderte als Gorms høj und Thyra høj bezeichnet. Historisches Interesse an den Geschichtszeugnissen zeigte sich erstmals im Zeitalter des Humanismus: Heinrich Rantzau, der gebildete Statthalter von Schleswig und Holstein, ließ 1591 eine Schrift von P. Lindemann mit ersten Darstellungen der Grabhügel und der Runensteine veröffentlichen, und der Reichsarchivar Ole Worm beschrieb Steine und Hügel 1643 in seiner Monumenta Danica. König Friedrich IV. veranlasste 1720 Ausgrabungen am Nordhügel, die allerdings ohne Ergebnis blieben.

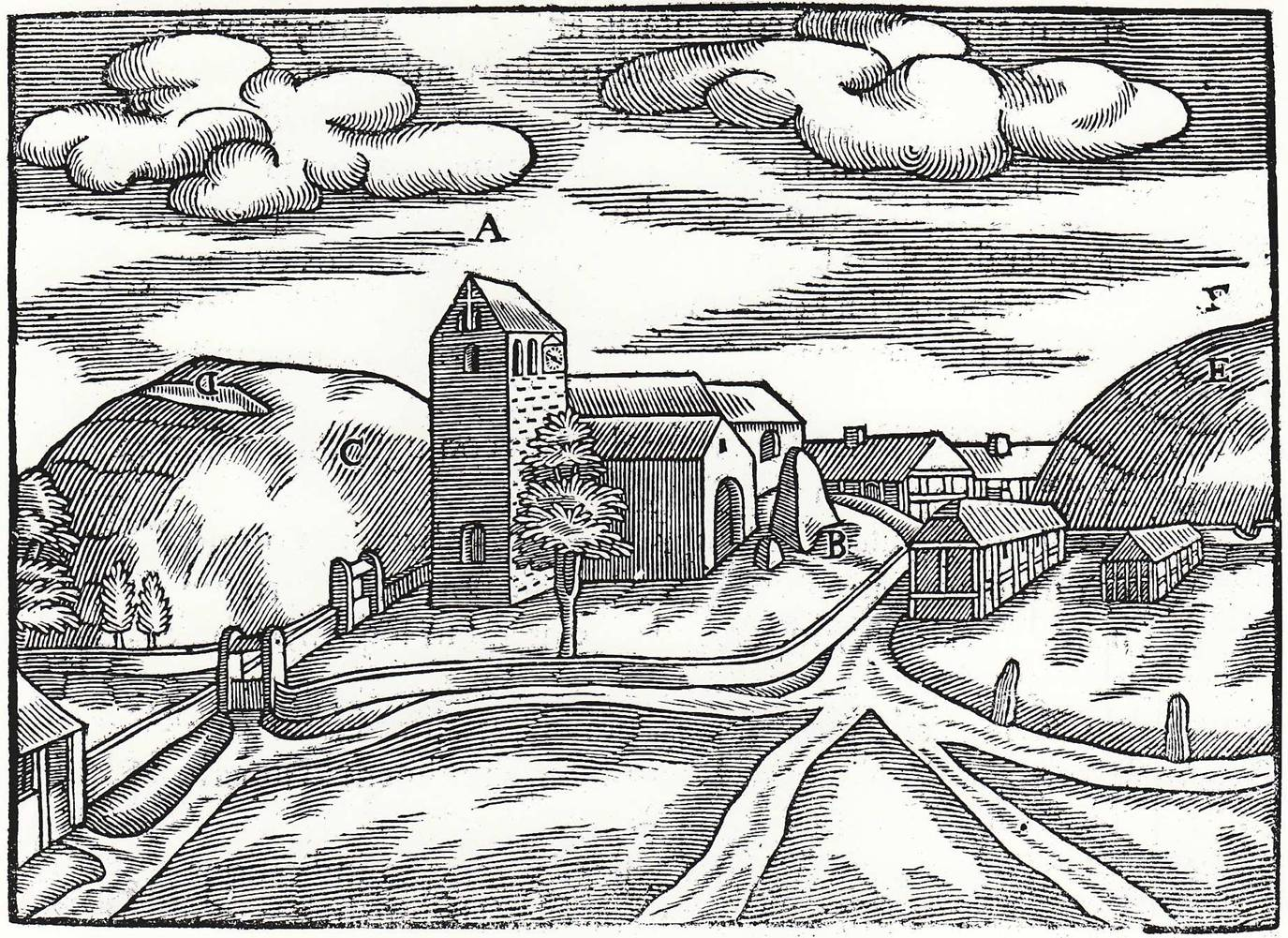
Kirche und Runensteine zwischen den Hügeln auf einer Darstellung von Ole Worm (1643)

### Ausgrabungen an den Grabhügeln
Auf dem Nordhügel hatte sich durch die Öffnung um 965 eine Kuhle gebildet, die sich mit Regenwasser füllte und als Tiertränke genutzt wurde. Dieser vermeintliche Brunnen trocknete 1820 aus. Bei der Reparatur stießen die Bauern auf die Grabkammer. Die Oldsagskommission, die Königliche Kommission zur Erhaltung von Altertümern, beauftragte daraufhin Christian Jürgensen Thomsen und Finnur Magnússon mit der ersten wissenschaftlichen archäologische Ausgrabung in Jelling. Zwar fanden sie die Kammer fast leer, schlossen aber aus ihrer Größe und der Qualität der wenigen Funde, vor allem des Silberbechers, darauf, dass es sich um ein königliches Grab gehandelt habe. Aufgrund des traditionellen Namens Thyra høj ging man davon aus, dass ursprünglich Thyra in diesem leeren Grab beigesetzt gewesen war.
Nachdem man glaubte, Thryas Grab gefunden zu haben, ließ der geschichtlich interessierte König Friedrich VII. unter Leitung des Archäologen Jens Jacob Asmussen Worsaae 1861 einen Stollen in den Südhügel graben, um Gorms Grab zu finden. Man fand jedoch nur einzelne Steine und Holzobjekte, aber kein Anzeichen einer Grabkammer. Daraufhin konzentrierten sich die Untersuchungen auf den Nordhügel, ohne aber viel neues hervorzubringen.
1941, als Dänemark von Nazi-Deutschland besetzt war, unternahmen Ejnar Dyggve und Johannes Brøndsted vom dänischen Nationalmuseum eine Ausgrabung am Südhügel. Das geschah einerseits aus archäologischem Interesse, aber auch aus Sorge, dass die Deutschen dort graben würden und die erwarteten Schätze stehlen. Mit einem breitangelegten Schnitt wurde ein Großteil des Hügels abgetragen mit dem Ergebnis, dass der Hügel nie als Grab gedient hatte. Im Inneren fand man Holzkonstruktionen, deren Holz nach späteren Untersuchungen 964 geschlagen wurde und die wohl als Orientierungspunkt und Bauschablone bei der Aufschichtung des Hügels aus Grassoden und Torf gedient hatten, sowie einige Werkzeuge. Außerdem wurden zwei Reihen großer Steine entdeckt, die zusammen mit anderen auf dem Gelände lokalisierten Steinen als Teile einer Steinsetzung erkannt wurden. Die Archäologen vermuteten daraufhin, dass Gorm neben Thyra im Nordhügel begraben war.

### Ausgrabungen in der Kirche
1978/79 fanden unter Leitung von Karl Krogh Ausgrabungen in der Kirche statt, bei denen Spuren von drei Holzgebäuden gefunden wurden, die sich nacheinander am Ort der späteren Feldsteinkirche befunden hatten. In der Nähe des Chorbogens und damit in der Mitte der früheren Holzkirche wurde eine hölzerne Grabkammer mit den Ausmaßen von etwas mehr als 3 m Länge, ca. 2 m Breite und etwa 1 m Höhe entdeckt. Darin fand man Überreste eines etwa 35- bis 50-jährigen, rund 175 cm großen Mannes. Zu den kostbaren Grabbeigaben gehörten hunderte dünne Goldfäden, wohl Reste eines goldverzierten Kleidungsstücks, und ein sehr qualitätvoller Riemenbeschlag mit Tierköpfen, der wie der Silberbecher im Grabhügel dem Jelling-Stil zugeordnet wird und möglicherweise von demselben Künstler stammt. DNA aus den Knochen ließ sich nicht gewinnen, da diese abgekocht worden waren, was für eine Umbettung nicht lange nach der eigentlichen Beisetzung spricht. Der Bestattete wird allgemein als Gorm identifiziert.
Von den drei Holzgebäuden wird das älteste und größte unterschiedlich gedeutet. Klaus Ebbesen hält es für die von Harald gebaute Grabkirche für Gorm, deren Aussehen er mit norwegischen Stabkirchen vergleicht. Wie diese habe sich in der Mitte ein Glockenturm befunden. Als Beleg für diese Annahme führt er Spuren einer bei einem Brand der Kirche geschmolzenen bronzenen Kirchenglocke an, die sich auf dem Fußboden des ältesten Gebäudes fanden. Nach einer anderen Theorie, die im Zusammenhang mit der Entdeckung der Palisade ab 2010 entwickelt wurde, war dieses Gebäude eine riesige Fachwerkhalle, eine Adelsresidenz oder Versammlungssaal vergleichbar mit den mehrere Jahrhunderte älteren Hallen etwa des wikingerzeitlichen Adelshofs von Lejre. Bei der Deutung der beiden späteren, deutlich kleineren Gebäude als Kirchen besteht aber Einigkeit.
Gorms Grabkirche und deren Nachfolgebau(ten) brannten nieder. Beim Bau der Feldsteinkirche vor 1100 war die Lage des Grabs offensichtlich nicht mehr bekannt, denn es lag nun westlich vor der sehr kleinen Kirche, deren Langhaus, wie Ausgrabungen 2012/12 ergaben, später zum Chor umgebaut wurde, als die Kirche durch den Bau eines neuen Langhauses um 1100 nach Westen erweitert wurde. Der kleine quadratische Chor der ersten Steinkirche wurde dabei abgebrochen.

### Jellingprojekt
Nach Voruntersuchungen ab 2006 startete das dänische Nationalmuseum in Zusammenarbeit mit der Universität Aarhus 2010 eine neue Untersuchung der Monumente von Jelling und ihrer Umgebung unter dem Namen Jellingprojekt. Zunächst wurden Pfostenlöcher einer Palisade und in deren Nordwestecke mehrere große Häuser im Trelleborg-Stil entdeckt. Es konnte auch nachgewiesen werden, dass es sich bei der Steinsetzung um eine Schiffssetzung handelte, die, wie man aufgrund der Flechten auf den Steinen unter dem Südhügel vermutet, wohl 20 bis 30 Jahre vor der Aufschichtung des Südhügels entstand. Feuerstellen oder Funden entdeckte man in den Häusern nicht. Weitere Ausgrabungen bis 2013 erbrachten, dass die Palisade, deren Seiten jeweils um 350 m lang waren, aus massiven Holzwänden bestanden hatte und die ganze Anlage nur etwa 30 Jahre Bestand gehabt hatte, ehe sie abbrannte. Ein ebenfalls noch wikingerzeitliches Haus, das über den Überresten der Palisade gebaut wurde, beweist, wie kurzfristig die Hofanlage bestand. Nach den Felduntersuchungen widmeten sich die am Jellingprojekt beteiligten Wissenschaftler der Auswertung und der Einordnung der Funde.

### Funde in der Umgebung
Der Fund von Mammen, ein Grab aus der Zeit Harald Blauzahns, enthält u. a. eine Prunkaxt im sogenannten Mammenstil, deren Darstellung Ähnlichkeit zu der Tierdarstellung auf dem großen Jellingstein aufweist.
Ende 2020 fand ein Hobbyarchäologe mit einem Metalldetektor auf einem Feld etwa 8 Kilometer von Jelling entfernt einen Goldschatz von fast einem Kilogramm Gewicht. Er besteht aus 22 Teilen, zumeist Medaillons, die an Ketten getragen wurden. Einige dieser Medaillons sind umgearbeitete römische Münzen, andere Brakteaten von teilweise außergewöhnlicher Größe, die mit Mustern sowie Tier- und Menschendarstellungen geschmückt sind. Auf einzelnen Exemplaren befinden sich Runeninschriften. Der Schatz wird auf die Zeit um 500 n. Chr. datiert. Bei Ausgrabungen am Fundort durch Archäologen vom Vejlemuseum im August 2021 ergab sich, dass der Schatz innerhalb eines Langhauses vergraben war, das sich in einer kleineren Hausgruppe befand. Der Archäologe Mads Kähler Holst geht davon aus, dass sich bereits vor Gorms Zeiten bei Jelling ein Herrschersitz befand.

## Persönlichkeiten
- Anton Frederik Bruun (1901–1961), Meeresbiologe und Ozeanograf